# Zwarte zeestippelkorst
Zwarte zeestippelkorst (Hydropunctaria maura) is een korstmossensoort uit de familie Verrucariaceae.

## Determinatie
Zwarte zeestippelkorst heeft een korstvormig thallus dat veelal opvallend glad is, maar wel met veel fijne barsten. Peritheciën zijn vaak aanwezig en dan voor ongeveer de helft in het thallus verzonken. De ascosporen zijn kleurloos, eencellig en > 12 μm lang. Zwarte zeestippelkorst kent geen kleurreacties.

## Syntaxonomie
Zwarte zeestippelkorst geldt als transgrediërende kensoort voor de associatie van zwarte zeestippelkorst (Hydropunctarietum maurae) en alle bovenliggende syntaxa van deze associatie.